# Taxeotis didymosticha
Taxeotis didymosticha är en fjärilsart som beskrevs av Turner 1939. Taxeotis didymosticha ingår i släktet Taxeotis och familjen mätare. Inga underarter finns listade i Catalogue of Life.